# Пијава
Пијава (итал. Piave транскрибовано: Пјаве) је река која протиче кроз Италију, односно кроз италијанске регије Венето. Дуга је 137 km. Улива се у Јадранско море. 